# محمد تعبونی
محمد تعبونی (انگلیسی: Mohamed Taabouni؛ زادهٔ ۲۹ مارس ۲۰۰۲) بازیکن فوتبال مراکشی‌تبار اهل هلند است.

## باشگاهی
از باشگاه‌هایی که در آن بازی کرده‌است می‌توان به باشگاه فوتبال یونگ آزد اشاره کرد.

## تیم ملی
وی همچنین در تیم‌های ملی فوتبال زیر ۱۷ سال هلند و زیر ۱۸ سال هلند بازی کرده‌است.